# Robert W. McElroy
Robert Walter McElroy (en español: Roberto Gualterio McElroy) (San Francisco, 5 de febrero de 1954) es un historiador, teólogo, politólogo, profesor y eclesiástico católico estadounidense, arzobispo de Washington desde 2025. Fue obispo de San Diego, entre 2015 y 2025.

## Biografía

### Primeros años
Nació el 5 de febrero de 1954, en la ciudad estadounidense de San Francisco, en el seno de una familia católica. Hijo de Walter y Roberta McElroy. Pasó su infancia en el condado de San Mateo y vivió hasta los diez años en Daly City, donde asistió a la escuela primaria Our Lady of Mercy. Posteriormente, su familia se trasladó a Burlingame, donde cursó y se graduó en la escuela Our Lady of Angels. Durante su juventud, sintió el llamado al sacerdocio, lo que lo llevó, al finalizar el octavo grado, a ingresar a la escuela secundaria St. Joseph High School en Mountain View, que servía como seminario de la arquidiócesis de San Francisco.

### Formación
Tras realizar estudios en la Universidad Harvard (1972-1975), obtuvo una licenciatura en Historia estadounidense, y en 1976, completó una maestría en la misma disciplina en la Universidad Stanford.
En otoño de 1976, reingresó en St. Patrick Seminary en Menlo Park, donde realizó sus estudios eclesiásticos, obteniendo una maestría en Divinidad en 1979. Cursó estudios en Jesuit School of Theology en Berkeley, donde consiguió la licenciatura en Teología en 1985, con la obra: Freedom for Faith: John Courtney Murray and the Constitutional Question, 1942-1954 ("Libertad de religión: John Courtney Murray y la cuestión constitucional, 1942-1954").
En 1986 obtuvo el doctorado en Teología moral por la Pontificia Universidad Gregoriana, con la tesis doctoral: John Courtney Murray and the Secular Crisis: Foundations for an American Catholic Public Theology; junto con un Ph.D. en Ciencias políticas de la Universidad de Stanford en 1989, con una disertación titulada: Morality and American Foreign Policy: The Role of Ethics in International Affairs ("Moralidad y política exterior estadounidense: el papel de la ética en los asuntos internacionales").

### Sacerdocio

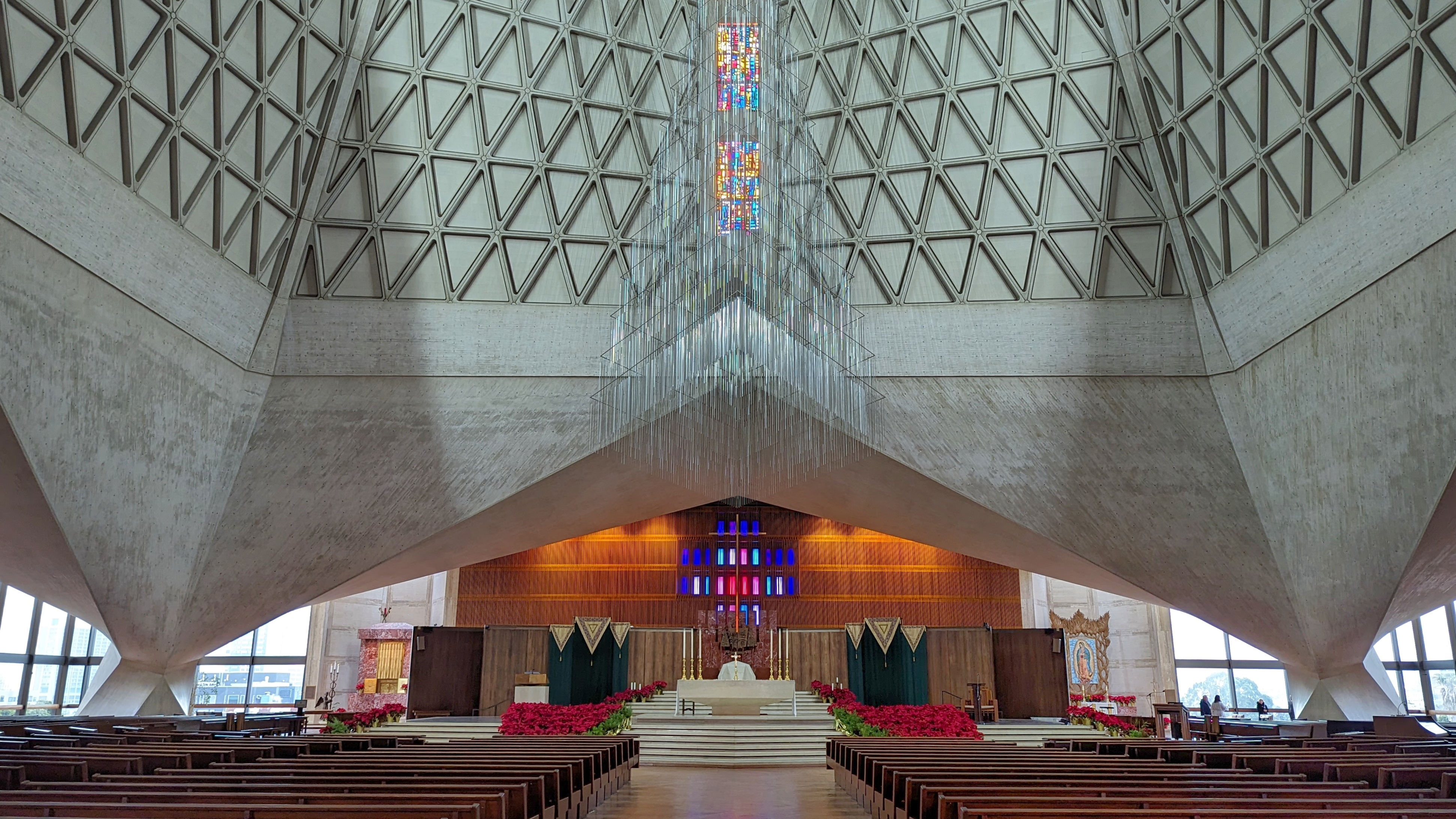
Interior de la Catedral de San Francisco. Allí, Robert W. McElroy fue ordenado presbítero y consagrado obispo.

Su ordenación sacerdotal fue el 12 de abril de 1980, en la Catedral de San Francisco, a manos del arzobispo John R. Quinn; incardinándose en la arquidiócesis de San Francisco.
Como sacerdote desempeñó los siguientes ministerios:
- Vicario parroquial de St. Cecilia, en San Francisco (1980-1982).
- Secretario personal del arzobispo John R. Quinn y ceremoniero (1982-1985).[3]
- Vicario parroquial de St. Pius, en Redwood City (1989-1995).[7]
- Vicario general diocesano (1995-1997).[3][5][7]
- Párroco de St. Gregory Church, en San Mateo; y consultor arquidiocesano (1997-2010).[4][5]

Enseñó ética en el seminario y la universidad de St. Patrick y fue profesor invitado de ética social en la Universidad de San Francisco en el otoño de 2008.
En 1996, el papa Juan Pablo II le concedió la dignidad de Prelado de honor de Su Santidad, que lleva anexo el tratamiento de monseñor.

## Episcopado

### Obispo auxiliar de San Francisco
El 6 de julio de 2010, el papa Benedicto XVI lo nombró obispo titular de Gemellae en Bizacena y obispo auxiliar de San Francisco. Fue consagrado el 7 de septiembre del mismo año, en la Catedral de San Francisco, a manos del arzobispo George H. Niederauer. Como obispo auxiliar, fue vicario arquidiocesano para la Vida y Desarrollo Parroquial.
En 2014, fue nombrado Gran Oficial de la Orden del Santo Sepulcro de Jerusalén por el cardenal Gran maestre Edwin Frederick O'Brien y fue investido en la Lugartenencia Occidental de Estados Unidos.

### Obispo de San Diego

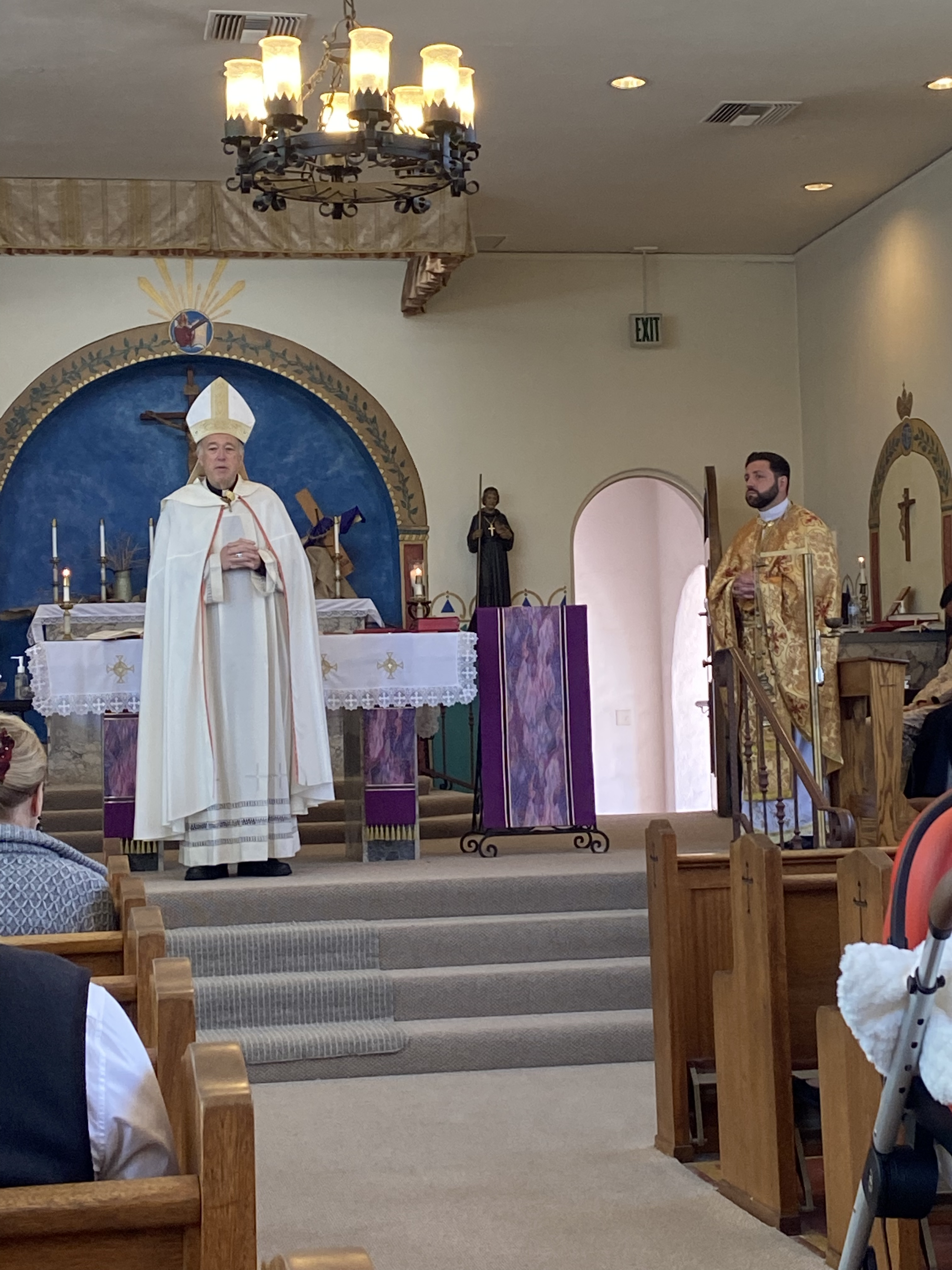
El obispo McElroy visitando la comunidad greco-católica ucraniana local de San Diego, en 2022.

El 3 de marzo de 2015, el papa Francisco lo nombró obispo de San Diego. Tomó posesión canónica el 15 de abril del mismo año, durante una ceremonia en St. Therese of Carmel Church.
McElroy es actualmente el vicepresidente de la Conferencia Católica de California y sirve en la USCCB en el comité administrativo, el comité ecuménico, el comité de justicia nacional y el comité de asuntos internacionales.

### Arzobispo de Washington
El 6 de enero del 2025, fue nombrado arzobispo de Washington. Tomó posesión canónica el 11 de marzo del mismo año, en una ceremonia celebrada en la Basílica del Santuario Nacional de la Inmaculada Concepción. Por ello, también asumió como Gran canciller de la Universidad Católica de América.

## Cardenalato
El 29 de mayo de 2022, durante el Ángelus del papa Francisco, se hizo público que sería creado cardenal. Fue creado cardenal por el papa Francisco durante el consistorio el 27 de agosto del año, con el titulus de cardenal presbítero de San Frumencio en Prati Fiscali. Tomó posesión formal de su Iglesia Titular el 23 de abril de 2023.
El 7 de octubre de 2022, fue nombrado miembro del Dicasterio para los Laicos, la Familia y la Vida y del Dicasterio para el Servicio del Desarrollo Humano Integral.

## Posiciones políticas e ideológicas
McElroy es ampliamente considerado como un partidario de las políticas progresistas del papa Francisco.  Ha escrito con frecuencia y extensamente sobre la desigualdad social y la misión de justicia social de la Iglesia. En su primera aparición pública en San Diego, prometió defender la causa de las personas sin hogar, apoyar una reforma migratoria integral y prohibir que cualquiera que haya abusado de menores sirva en el clero u otro empleo en la diócesis.

### Doctrina social de la Iglesia
Escribiendo en America en 2014, argumentó que el énfasis del papa Francisco en la desigualdad en la enseñanza social católica:

[...] no fue bien recibido por muchos católicos estadounidenses, quienes criticaron su declaración por ser radical, simplista y confusa. Este rechazo contrasta con la recepción entusiasta que el nuevo papa ha tenido en los Estados Unidos. Desde el momento de su elección, el papa Francisco ha captado la atención del pueblo estadounidense con su mensaje y estilo, incluso cuando nos ha desafiado a todos a una profunda renovación y reforma en nuestras vidas. Los estadounidenses se animan con el llamado del papa a construir una cultura eclesiástica que se deshaga del juicio; aplauden reformas estructurales en el Vaticano; y admiran el enfoque continuo de Francisco en las necesidades pastorales de hombres y mujeres comunes.

### LGBT+
En 1983, McElroy fue uno de los tres sacerdotes que redactaron un informe para el Senado de Sacerdotes de la arquidiócesis de San Francisco  titulado "Ministerio y sexualidad en la Arquidiócesis de San Francisco" que afirmaba que "la orientación homosexual no se considera una condición pecaminosa", pero llamaba a las personas homosexuales a "[vivir] las exigencias de la castidad dentro de esa orientación", respaldando un enfoque gradualista que "ayuda a la persona hacia una asimilación progresiva de los valores éticos de la iglesia".
En un segmento de la PBS de 1989 sobre la epidemia del SIDA, McElroy expresó su oposición a las relaciones LGBT. Criticó el reconocimiento por parte de San Francisco de las parejas LGBT como parejas de hecho, argumentando que desestabilizaba las estructuras familiares tradicionales. Afirmó: "Esto socava la estabilidad de la familia. Es la sociedad la que dice 'no nos importa si viven juntos o si están casados y crías una familia en el contexto del matrimonio'".
En una reunión de 2018, varios católicos laicos le preguntaron sobre un hombre abiertamente homosexual, Aaron Bianco, que trabajaba en la parroquia St. John the Evangelist.  En respuesta a una de sus preguntas, McElroy dijo: "Si la Iglesia eliminara a todos los empleados que no están viviendo las enseñanzas de la Iglesia en su plenitud, estaríamos empleando solo ángeles".

#### Comunión
En Estados Unidos, McElroy pidió un cambio en la disciplina sacramental relacionada con la recepción de la comunión por parte de personas LGBT sexualmente activas. Subrayó el "lugar privilegiado" de la conciencia y que la actividad sexual no se encuentra en el corazón de la jerarquía de verdades. También dijo: "La distinción entre orientación y actividad no puede ser el foco principal de tal abrazo pastoral porque inevitablemente sugiere dividir a la comunidad LGBT en aquellos que se abstienen de la actividad sexual y aquellos que no lo hacen".

#### Fiducia supplicans
En un discurso pronunciado en febrero de 2024, McElroy dijo que gran parte de la oposición a Fiducia supplicans se basaba en una "animosidad duradera" contra los gays y las lesbianas. Dijo además que la declaración era parte de un "movimiento hacia la descentralización" en la Iglesia católica. Añadió: "Hemos sido testigos de la realidad de que los obispos de varias partes del mundo han tomado decisiones rápidamente divergentes sobre la aceptabilidad de tales bendiciones en sus países".

### Aborto y eutanasia
En una discusión sobre la formación del documento de 2015 "Forming consciences for faithful citizenship" (Formación de la conciencia para la ciudadanía fiel") de la Conferencia de Obispos Católicos de los Estados Unidos (USCCB), McElroy argumentó que el documento se centraba excesivamente en el aborto y la eutanasia.  Dijo que “junto a los temas del aborto y la eutanasia, que son temas centrales en nuestro esfuerzo por transformar este mundo, la pobreza y la degradación de la tierra también son centrales. Pero este documento mantiene la estructura de la cosmovisión de 2007.  Se inclina a favor del aborto y la eutanasia y excluye la pobreza y el medio ambiente". Pidió que se desechara por completo. Se informó que sus comentarios irritaron visiblemente al cardenal Daniel DiNardo, quien entonces se desempeñaba como vicepresidente de la USCCB y luego se convirtió en su presidente.
En 2020, tres semanas antes de las elecciones presidenciales, McElroy criticó a quienes cuestionaban la fe católica personal de Biden basándose en sus posiciones sobre el aborto, caracterizando "la negación pública de la identidad de los candidatos como católicos debido a una posición política específica que han tomado" como "un asalto al significado de lo que es ser católico". McElroy dijo que, aunque los actos de aborto son intrínsecamente malos, la legislación al respecto es una cuestión de juicio prudencial, aunque señaló que el compromiso de reducir el número de abortos que ocurren "ha sido eviscerado en el Partido Demócrata en una capitulación ante las nociones de privacidad que simplemente bloquean la identidad humana y los derechos de los niños no nacidos". McElroy afirmó que la identidad católica no se sostiene ni se cae en una sola posición política. La doctrina social y la identidad católicas abarcan cosas como la solidaridad, la compasión, el amor por la iglesia y "tener una relación llena de gracia con Dios".

### Islam
En un discurso pronunciado el 17 de febrero de 2016, llamó a los católicos a "reconocer y confrontar la fea ola de intolerancia antiislámica" en los Estados Unidos. Denunció como "falsedades repetidas" las afirmaciones de que el Islam es una religión violenta y comparó estas acusaciones con el anticatolicismo del siglo XIX en los Estados Unidos.

### Caso McCarrick
En 2016, McElroy tuvo dos reuniones con el psicoterapeuta y experto en abuso sexual clerical Richard Sipe, durante las cuales Sipe hizo acusaciones sobre obispos actuales y anteriores. McElroy le había pedido a Sipe cualquier material que corroborara sus alegaciones:

"Le pregunté si podía compartir esta información conmigo, especialmente porque algunas de sus acusaciones involucraban a personas que aún estaban activas en la vida de la Iglesia. El Dr. Sipe dijo que se le impidió compartir información documental específica que corroborara sus afirmaciones".

Posteriormente, Sipe hizo que un notificador entregara personalmente en la oficina de McElroy una carta en la que se hablaba de la supuesta mala conducta sexual del cardenal retirado Theodore McCarrick y otros clérigos, disfrazada de una importante donación. Además de entregar la carta a McElroy, Sipe la publicó públicamente en su sitio web. 
Una amplia variedad de acusaciones de agresión sexual contra adultos y menores contra McCarrick se hicieron públicas en junio de 2018 después de que el Vaticano considerara creíble una acusación de abuso sexual de un menor. Posteriormente, McElroy publicó una declaración en la que reconoció haberse reunido con Sipe y haber recibido su carta, pero afirmó que "Después de leer [la carta], le escribí al Dr. Sipe y le dije que su decisión de contratar a un notificador de procesos que actuó con falsas pretensiones, y su decisión de copiar su carta para mí a una amplia audiencia, hicieron imposible seguir conversando a un nivel de confianza". McElroy afirmó además que:

"El Dr. Sipe hizo muchas contribuciones significativas para comprender las dimensiones del abuso sexual del clero en los Estados Unidos y para ayudar a las víctimas. Pero las limitaciones en su voluntad de compartir información corroborativa hicieron imposible saber qué era real y qué era un rumor".

Un artículo de 2018 en Estados Unidos informó que McElroy dijo que el material que recibió de Sipe "fue transmitido a los órganos de gobierno correspondientes en Roma".

### Muro en la frontera
McElroy, como la mayoría de los miembros de la jerarquía de la Iglesia, incluido el papa Francisco y la USCCB, se opuso a los planes del presidente Donald Trump, de construir un muro a lo largo de la frontera entre Estados Unidos y México para limitar la inmigración ilegal. En marzo de 2018, Trump visitó California para ver los prototipos del muro. Después de la visita, McElroy dijo: "Es un día triste para nuestro país cuando cambiamos el simbolismo majestuoso y lleno de esperanza de la Estatua de la Libertad por un muro ineficaz y grotesco, que muestra e inflama las divisiones étnicas y culturales que han ha sido durante mucho tiempo la parte oculta de nuestra historia nacional".

### Comunión a políticos
En 2005 publicó un ensayo sobre la negación de la Eucaristía a los funcionarios públicos a causa de sus posiciones políticas. Criticó a quienes adoptan lo que llamó la "posición sancionatoria" por falta de "solicitud pastoral", señaló la ampliación de las causales de sanción del aborto a la eutanasia y otros temas por una u otra diócesis, cuestionó la falta de claridad en cuanto a qué el comportamiento desencadena sanciones, y citó las ocasiones en que el papa Juan Pablo II distribuyó la Eucaristía a los líderes políticos que estaban a favor de la legalización del aborto. Propuso que se invocara la tradicional "teología del escándalo" de la iglesia en lugar de emplear la práctica eucarística como medio de disciplina. Advirtió que imponer sanciones a individuos perjudica a la iglesia al parecer coercitiva, fortalece el argumento de los defensores del aborto de que la iglesia está tratando de imponer sus creencias religiosas a la sociedad en general, minimiza la amplitud de la agenda social de la iglesia y tiende a "lanzar la iglesia como un actor partidista en el sistema político estadounidense".
En mayo de 2022, después de que el arzobispo Salvatore Cordileone, prohibiera a la política demócrata Nancy Pelosi recibir la comunión por su postura en la controversia sobre el aborto en Estados Unidos, McElroy advirtió a los obispos estadounidenses que no "convirtieran la Eucaristía en una herramienta política".

### Educación en el hogar
En septiembre de 2024, McElroy emitió una política que prohibía a los grupos cooperativos de educación en el hogar utilizar las instalaciones parroquiales dentro de la diócesis de San Diego, alegando que "socavaba la estabilidad de las escuelas católicas cercanas y llevaba a la gente a pensar que la Iglesia está aprobando y promoviendo determinadas escuelas y programas alternativos". Algunos criticaron esta decisión, debido a que permitía a las parroquias alquilar espacio a escuelas no católicas "caso por caso".

## Escudos de armas
|                     |
| Obispo de San Diego |

|          |
| Cardenal |

|                         |
| Arzobispo de Washington |

## Obras
Como sacerdote, escribió The Search for an American Public Theology: The Contribution of John Courtney Murray (Editorial Paulista, 1989) y Morality and American Foreign Policy: The Role of Ethics in International Affairs (Editorial de la Universidad de Princeton, 1992). Ha escrito cuatro artículos para la revista América, una revista jesuita.